# Мамутова печера (Західна Австралія)
Мамутова печера (англ. Mammoth Cave) вперше виявлена європейськими поселенцями в 1850 році, але не досліджувалася до 1895 року; для відвідувачів відкрилася 1904 року, коли було проведене електричне освітлення. Розташована на південному заході Західної Австралії, за 21 кілометр від міста Маргарет Рівер і за 300 км на південь від міста Перт. Мамутова печера є на території Національного парку Лювіна-Натураліста (англ. Leeuwin-Naturaliste National Park), в якому загалом перебуває кілька сотень печер. Мамутова печера 500 м завдовжки й 30 м у глибину. Оточена печера евкаліптово- (Eucalyptus diversicolor) коримбовим (Corymbia calophylla) лісом. У печері були знайдені плейстоценові (1.8–0.0 млн р. до н.е.) макроостанки представників родів Thylacinus, Zygomaturus, Sthenurus, Macropus та виду Zaglossus hacketti. Спосіб збереження: первісний фосфат.